# Eleição municipal de Paço do Lumiar em 2004
A eleição municipal de Paço do Lumiar em 2004 ocorreu em 3 de outubro de 2004. O prefeito era Gilberto Aroso, do PFL, que tentou a reeleição. Gilberto Aroso, do PFL, foi reeleito prefeito de Paço do Lumiar.

## Candidatos
|  | Nº | Candidato(a) a prefeito | Candidato(a) a prefeito                                   | Candidato(a) a vice-prefeito | Candidato(a) a vice-prefeito                                      | Coligação |
|  | -- | ----------------------- | --------------------------------------------------------- | ---------------------------- | ----------------------------------------------------------------- | --- |
|  | 15 |                         | Mábenes Fonseca (PMDB) Manoel Mábenes Cruz da Fonseca     |                              | Professora Socorro (PMDB) Maria do Perpétuo Socorro Silva Pereira | Sem coligação - Partido do Movimento Democrático Brasileiro (PMDB) |
|  | 22 |                         | Raimundinha Diniz (PL) Maria Raimunda Souza Diniz         |                              | Raimundo Muniz (PL) Raimundo Muniz Trinta dos Santos              | O Povo no Poder - Partido Liberal (PL) - Partido Progressista (Brasil) (PP) |
|  | 25 |                         | Gilberto Aroso (PFL) Gilberto Silva da Cunha Santos Aroso |                              | Arnaldo Reis (PFL) José Arnaldo dos Reis Sousa                    | Paço Unido e Determinado - Partido da Frente Liberal (PFL) - Partido da Social Democracia Brasileira (PSDB) - Partido de Reedificação da Ordem Nacional (PRONA) - Partido Popular Socialista (PPS) - Partido Trabalhista Brasileiro (PTB) - Partido Socialista Brasileiro (PSB) - Partido Humanista da Solidariedade (PHS) - Partido Social Cristão (PSC) - Partido Republicano Progressista (PRP) - Partido Renovador Trabalhista Brasileiro (PRTB) |
|  | 26 |                         | Irmão Batista (PAN) João Barbosa Batista de Araújo        |                              | Irmão Ataíde (PAN) Ataíde Rodrigues                               | Sem coligação - Partido dos Aposentados da Nação (PAN) |
|  | 36 |                         | Professor Josemar (PTC) Josemar Sobreiro Oliveira         |                              | Cláudio Trinta (PTC) Cláudio Henrique Trinta dos Santos           | União Democrática Luminense - Partido Trabalhista Cristão (PTC) - Partido dos Trabalhadores (PT) - Partido Comunista Brasileiro (PCB) - Partido da Mobilização Nacional (PMN) - Partido Comunista do Brasil (PCdoB) |
|  | 43 |                         | Bia Venâncio (PV) Glorismar Rosa Venâncio                 |                              | Dr. Balata (PDT) Adilson Ribeiro Balata                           | Unidos Pra Vencer - Partido Verde (PV) - Partido Democrático Trabalhista (PDT) - Partido Social Liberal (PSL) - Partido da Social Democrata Cristão (PSDC) - Partido Trabalhista Nacional (PTN) - Partido Trabalhista do Brasil (PTdoB) |

## Resultado da eleição para prefeito
| 1º Turno 3 de outubro de 2004 | 1º Turno 3 de outubro de 2004 | 1º Turno 3 de outubro de 2004 | 1º Turno 3 de outubro de 2004 |
| Candidato(a)                  | Vice                          | Votação                       | Votação                       |
| Candidato(a)                  | Vice                          | Total                         | Porcentagem                   |
| ----------------------------- | ----------------------------- | ----------------------------- | ----------------------------- |
| Gilberto Aroso (PFL)          | Arnaldo Reis (PFL)            | 10.263                        | 39,24%                        |
| Bia Venâncio (PV)             | Dr. Balata (PDT)              | 7.920                         | 30,29%                        |
| Professor Josemar (PTC)       | Cláudio Trinta (PTC)          | 6.397                         | 24,46%                        |
| Raimundinha Diniz (PL)        | Raimundo Muniz (PL)           | 860                           | 3,29%                         |
| Irmão Batista (PAN)           | Irmão Ataíde (PAN)            | 712                           | 2,72%                         |
| Mábenes Fonseca (PMDB)        | Professora Socorro (PMDB)     | 0                             | 0,00%                         |
| Total de votos válidos        | Total de votos válidos        | 26.152                        | 100,00%                       |
| Votos apurados                |                               |                               |                               |
| Votos válidos                 | Votos válidos                 | 26.152                        | 74,43%                        |
| Votos em branco               | Votos em branco               | 972                           | 2,77%                         |
| Votos nulos                   | Votos nulos                   | 8.012                         | 22,80%                        |
| Total de votos apurados       | Total de votos apurados       | 35.136                        | 100,00%                       |
| Eleitores                     |                               |                               |                               |
| Comparecimento                | Comparecimento                | 35.136                        | 85,83%                        |
| Abstenções                    | Abstenções                    | 5.802                         | 14,17%                        |
| Total de eleitores            | Total de eleitores            | 40.938                        | 100,00%                       |